# Ove Karlsson (konstnär)
Karl Ove Karlsson, född 1933 i Linneryd, är en svensk tecknare och målare.
Karlsson studerade vid Berghs Skola och Konstfackskolan i Stockholm. Hans konst består av bygd och naturmotiv med djur och människor.